# Gretna Green
Gretna Green er en amerikansk stumfilm fra 1915 af Thomas N. Heffron.

## Medvirkende
- Marguerite Clark som Dolly Erskine.
- Arthur Hoops som Sir William Chetwynde.
- Helen Lutrell som Lady Chetwynde.
- Lyster Chambers som Lord Trevor.
- John Merkyl som Earl.